# Produção de aeronaves na Segunda Guerra Mundial
Esta tabela é uma lista do número total de a aeronaves produzidas durante a Segunda Guerra Mundial por país e por ano. 
| País            | 1939   | 1940   | 1941   | 1942    | 1943    | 1944    | 1945   | Total   |
| --------------- | ------ | ------ | ------ | ------- | ------- | ------- | ------ | ------- |
| Estados Unidos  | 2 141  | 6 068  | 19 433 | 47 836  | 85 868  | 96 318  | 46 001 | 303 665 |
| Alemanha        | 8 295  | 10 826 | 12 401 | 15 556  | 25 527  | 40 593  | 7 540  | 120 738 |
| União Soviética | 10 382 | 10 565 | 15 737 | 25 436  | 34 900  | 40 300  | 20 900 | 158 220 |
| Reino Unido     | 7 940  | 15 049 | 20 094 | 23 672  | 26 263  | 26 461  | 12 070 | 131 549 |
| Japão           | 4 467  | 4 768  | 5 088  | 8 861   | 16 693  | 28 180  | 10 786 | 78 843  |
| Itália          | 1 692  | 2 943  | 3 503  | 2 818   | 967     |         |        | 11 923  |
| França          | 3 163  | 2 113  |        |         |         |         |        | 5 276   |
| Total           | 38 080 | 51 531 | 76 256 | 124 179 | 190 218 | 231 852 | 97 577 | 809 693 |

- Guerra aérea da Segunda Guerra Mundial
- Lista de aeronaves militares em operação durante a Segunda Guerra Mundial
- Produção de aeronaves alemãs durante a Segunda Guerra Mundial
- Produção de aeronaves nos Estados Unidos durante a Segunda Guerra Mundial